# Keith Diamond
Keith Diamond (Jamaica (Queens) (New York), 26 maart 1962), geboren als Vincent Ford jr., is een Amerikaans acteur.

## Biografie
Diamond begon in 1983 met acteren in de film All the Right Moves. Hierna heeft hij nog meerdere rollen gespeeld in films en televisieseries zoals Awakenings (1990), The Drew Carey Show (1997-1999), Men in Black: The Series (1997-2001), Transformers: Robots in Disquise (2001-2002) en Charmed (2000-2005).

## Filmografie

### Films
Uitgezonderd korte films.
- 2011 Pig – als Manny Elder
- 2005 The Civilization of Maxwell Bright – als Jackson
- 2004 Kangaroo Jack: G'Day, U.S.A.! – als Ronald / Moordenaar Putulski (animatiefilm)
- 2003 How to Get the Man's Foot Outta Your Ass – als Grote broer
- 2003 Biker Boyz – als Jerome
- 2002 Desert Saints – als Agent Robinson
- 2002 Essence of King & Queen – als James Waters
- 2001 Baby Boy – als Sneed
- 1998 Desperate Measures – als Derrick Wilson
- 1992 Dr. Giggles – als Officier Joe Reitz
- 1990 Awakenings – als Anthony
- 1990 Anna – als Terry Morgan
- 1983 All the Right Moves – als Fox

### Televisieseries
Uitgezonderd eenmalige gastrollen.
- 2000 – 2005 Charmed – als inspecteur Reece Davidson – 4 afl.
- 2004 Lax – als agent Lewis – 2 afl.
- 2001 – 2002 Transformers: Robots in Disquise – als Rabit Run – 19 afl (animatieserie)
- 1997 – 2001 Men in Black: The Series – als Jay / Kay – 35 afl. (animatieserie)
- 2000 ER – als rechercheur Stetler – 2 afl.
- 1999 Action – als Dick Marcellus – 2 afl.
- 1997 – 1999 The Drew Carey Show – als Greg Clemens – 7 afl.
- 1998 Martial Law – als Skunk – 2 afl.
- 1995 – 1996 The Home Court – als Ernie – 4 afl.
- 1996 Secret Service Guy – als Brett Michaels - ? afl.
- 1989 – 1991 The Cosby Show – als Danny – 3 afl.